# Estadi Comunal d'Andorra la Vella

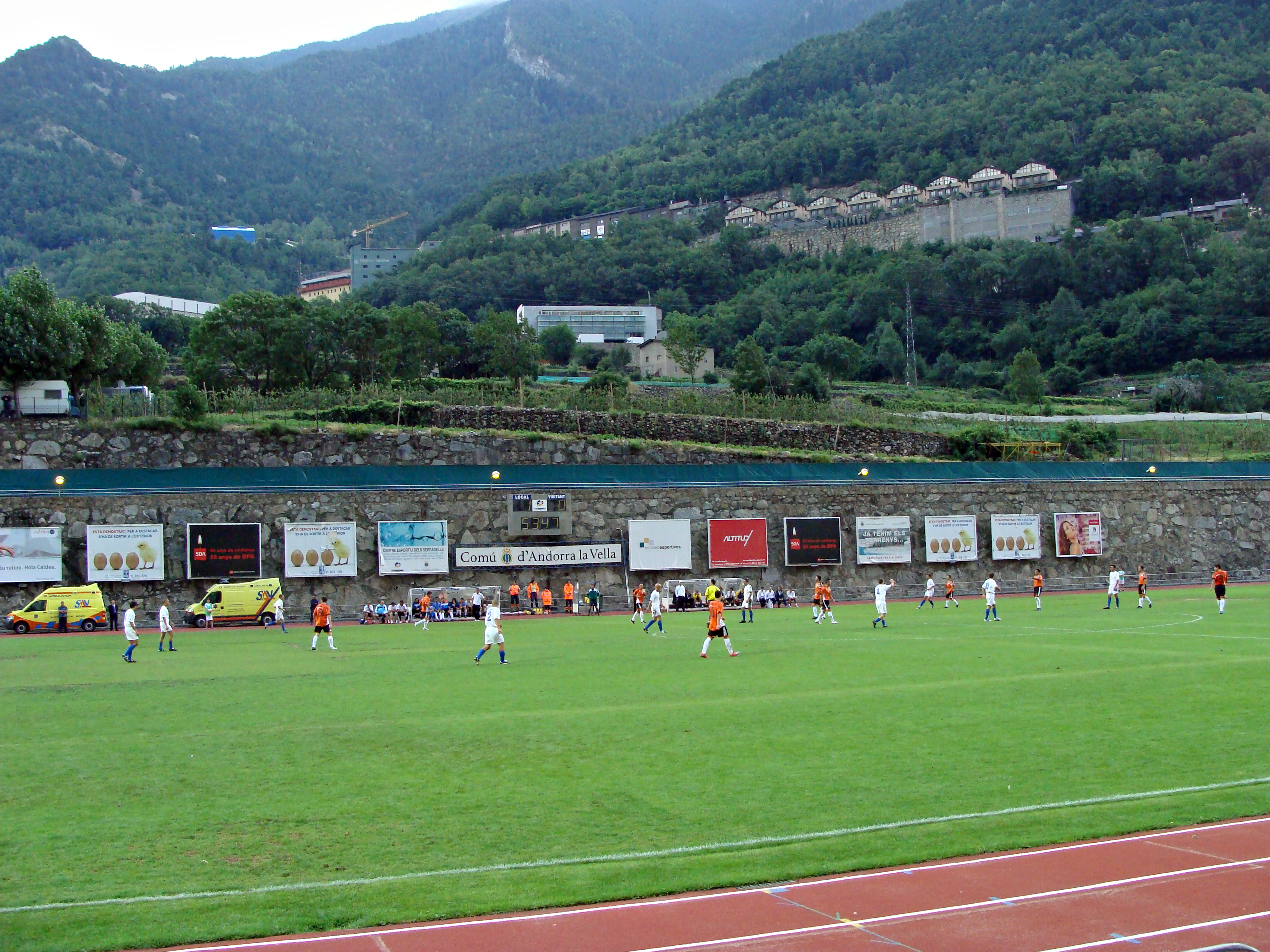
Het stadion.

Het Estadi Comunal d'Andorra la Vella is een klein voetbalstadion in Andorra la Vella, de hoofdstad van Andorra. Het stadion heeft een capaciteit van 1.300 toeschouwers en heeft ook een atletiekbaan. Het Estadi Comunal d'Andorra la Vella en het Estadi Comunal d'Aixovall, op 3,5 kilometer van elkaar gelegen, organiseerden samen alle wedstrijden uit Andorra's twee hoogste voetbalcompetities, de Lliga de Primera Divisió en de Lliga de Segona Divisió, totdat het stadion in Aixovall gesloopt werd. Het stadion was tot en met 2015 het toneel van 45 interlands van het Andorrees voetbalelftal. Na de opening van het Estadi Nacional speelt Andorra haar wedstrijden in dat stadion.

## Interlands
| 1  | 13 november 1996  | Andorra – Estland              | 1 – 6 | Oefeninterland  |
| 2  | 10 oktober 1998   | Andorra – Oekraïne             | 0 – 2 | EK-kwalificatie |
| 3  | 27 maart 1999     | Andorra – IJsland              | 0 – 2 | EK-kwalificatie |
| 4  | 8 september 1999  | Andorra – Rusland              | 1 – 2 | EK-kwalificatie |
| 5  | 9 oktober 1999    | Andorra – Armenië              | 0 – 3 | EK-kwalificatie |
| 6  | 2 september 2000  | Andorra – Cyprus               | 2 – 3 | WK-kwalificatie |
| 7  | 7 oktober 2000    | Andorra – Estland              | 1 – 2 | WK-kwalificatie |
| 8  | 17 april 2002     | Andorra – Albanië              | 2 – 0 | Oefeninterland  |
| 9  | 7 juni 2002       | Andorra – Armenië              | 0 – 2 | Oefeninterland  |
| 10 | 12 oktober 2002   | Andorra – België               | 0 – 1 | EK-kwalificatie |
| 11 | 30 april 2003     | Andorra – Estland              | 0 – 2 | EK-kwalificatie |
| 12 | 13 juni 2003      | Andorra – Gabon                | 0 – 2 | Oefeninterland  |
| 13 | 6 september 2003  | Andorra – Kroatië              | 0 – 3 | EK-kwalificatie |
| 14 | 10 september 2003 | Andorra – Bulgarije            | 0 – 3 | EK-kwalificatie |
| 15 | 8 september 2004  | Andorra – Roemenië             | 1 – 5 | WK-kwalificatie |
| 16 | 13 oktober 2004   | Andorra – Macedonië            | 1 – 0 | WK-kwalificatie |
| 17 | 30 maart 2005     | Andorra – Tsjechië             | 0 – 4 | WK-kwalificatie |
| 18 | 3 september 2005  | Andorra – Finland              | 0 – 0 | WK-kwalificatie |
| 19 | 12 oktober 2005   | Andorra – Armenië              | 0 – 3 | WK-kwalificatie |
| 20 | 11 oktober 2006   | Andorra – Macedonië            | 0 – 3 | EK-kwalificatie |
| 21 | 7 februari 2007   | Andorra – Armenië              | 0 – 0 | Oefeninterland  |
| 22 | 6 juni 2007       | Andorra – Israël               | 0 – 2 | EK-kwalificatie |
| 23 | 12 september 2007 | Andorra – Kroatië              | 0 – 6 | EK-kwalificatie |
| 24 | 17 november 2007  | Andorra – Estland              | 0 – 2 | EK-kwalificatie |
| 25 | 21 november 2007  | Andorra – Rusland              | 0 – 1 | EK-kwalificatie |
| 26 | 26 maart 2008     | Andorra – Letland              | 0 – 3 | Oefeninterland  |
| 27 | 4 juni 2008       | Andorra – Azerbeidzjan         | 1 – 2 | Oefeninterland  |
| 28 | 10 september 2008 | Andorra – Wit-Rusland          | 1 – 3 | WK-kwalificatie |
| 29 | 1 april 2009      | Andorra – Kroatië              | 0 – 2 | WK-kwalificatie |
| 30 | 9 september 2009  | Andorra – Kazachstan           | 1 – 3 | WK-kwalificatie |
| 31 | 14 oktober 2009   | Andorra – Oekraïne             | 0 – 4 | WK-kwalificatie |
| 32 | 3 september 2010  | Andorra – Rusland              | 0 – 2 | EK-kwalificatie |
| 33 | 8 oktober 2010    | Andorra – Macedonië            | 0 – 2 | EK-kwalificatie |
| 34 | 26 maart 2011     | Andorra – Slowakije            | 0 – 1 | EK-kwalificatie |
| 35 | 2 september 2011  | Andorra – Armenië              | 0 – 3 | EK-kwalificatie |
| 36 | 7 oktober 2011    | Andorra – Ierland              | 0 – 2 | EK-kwalificatie |
| 37 | 7 september 2012  | Andorra – Hongarije            | 0 – 5 | WK-kwalificatie |
| 38 | 16 oktober 2012   | Andorra – Estland              | 0 – 1 | WK-kwalificatie |
| 39 | 14 november 2012  | Andorra – IJsland              | 0 – 2 | Oefeninterland  |
| 40 | 22 maart 2013     | Andorra – Turkije              | 0 – 2 | WK-kwalificatie |
| 41 | 10 september 2013 | Andorra – Nederland            | 0 – 2 | WK-kwalificatie |
| 42 | 11 oktober 2013   | Andorra – Roemenië             | 0 – 4 | WK-kwalificatie |
| 43 | 5 maart 2014      | Andorra – Moldavië             | 0 – 3 | Oefeninterland  |
| 44 | 6 juni 2015       | Andorra – Equatoriaal-Guinea   | 0 – 1 | Oefeninterland  |
| 45 | 12 november 2015  | Andorra – Saint Kitts en Nevis | 0 – 1 | Oefeninterland  |